# Taraxacum macrolobum
Taraxacum macrolobum — вид квіткових рослин з родини айстрових (Asteraceae). Вид зростає в Європі: Бельгія, Данія, Німеччина, Велика Британія, Ірландія, Польща, Швеція; це багаторічна рослина помірних біомів.
Рослина ≈ 30 см заввишки. Листки випростані, середньо-зелені, голі; ніжка листка зелена, безкрила; пари бічних часток листка 3–4, з широкою базальною частиною, яка раптово звужується у вузьку, спрямовану вгору верхівку, верхній край зубчастий або надрізаний, кінцеві частки листка трохи більші за бічні частки, язикоподібно видовжені. Обгортка оливково-зелена. Зовнішні приквітки з верхнього боку біло-сіро-зелені, відігнуті, 3–4 мм завширшки, без країв.